# Trạng Quỳnh – Trạng Quỷnh
Trạng Quỳnh – Trạng Quỷnh là một bộ truyện tranh thiếu nhi nhiều tập của Việt Nam được thực hiện bởi tác giả Kim Khánh, tập truyện đầu tiên mang tên "Sao sáng xứ Thanh" được Nhà xuất bản Đồng Nai phát hành giữa tháng 6 năm 2003. Ban đầu, tác phẩm được đặt là Trạng Quỳnh (từ tập 1 đến tập 24), còn từ tập 25 trở đi thì đặt tên là Trạng Quỷnh. Trung bình một tháng thì hai tập truyện tranh đen trắng được phát hành. Trạng Quỳnh – Trạng Quỷnh được xem là một trong những bộ truyện tranh Việt Nam nổi tiếng và được độc giả – đa phần là thiếu nhi các thế hệ Millennials và thế hệ Z những năm đầu tiên – đón nhận nhiều nhất. Bộ truyện đã được ghi danh vào Sách Kỷ lục Việt Nam với kỷ lục "Bộ truyện tranh nhiều tập nhất".

## Nội dung

### Cốt truyện
Truyện lấy bối cảnh cả 2 Đàng thời Trịnh - Nguyễn phân tranh, nếu xét riêng theo bố cục bộ truyện, thì thời gian này ở Đàng Ngoài vào những năm Bảo Thái dưới thời Hoàng đế Lê Dụ Tông và Nhiếp chính Định Nam Vương Trịnh Căn, Đàng Trong dưới thời Đức Tộ Quốc Công Minh Vương Nguyễn Phúc Chu, những sự kiện xảy ra trong truyện không chính xác tuyệt đối với những gì xảy ra trên thực tế. Tác phẩm này ban đầu kể lại về cuộc đời của Trạng Quỳnh – một người có tính cách trào phúng dân gian Việt Nam. Trong truyện này, Trạng Quỳnh vốn thông minh từ trong bụng mẹ. Trước khi cậu sinh ra, một lần bà mẹ ra ao giặt đồ, bỗng nhìn thấy một con vịt bầu, bà mẹ liền ngâm câu thơ, và lập tức có tiếng đối đáp lại trong bụng vịt. Bà cho rằng đó là điềm lạ, nghĩ rằng bà sẽ sinh ra một quý tử, hiểu biết hơn người, sẽ là người có tiếng tăm. Thời gian trôi qua, bà hạ sinh một bé trai, tư dung thông minh lạ thường, đặt tên là Quỳnh theo một loài hoa nở về đêm. (Tập 01:Sao sáng xứ Thanh)
Từ nhỏ, Quỳnh đã tỏ ra thông minh, học đâu nhớ đấy. Cậu ước mơ sau này sẽ làm ông trạng. Mặt khác, cậu cũng khá quậy, thường ở bẩn. Cậu gặp chuyện gì cũng có thể giải quyết, đối đáp rất giỏi. Ngay cả thầy và chúng bạn cũng khâm phục về tài trí của cậu.
Khi cậu trưởng thành, người ta bảo nhau rằng cậu ấy vẫn nghịch ngợm, nhưng điều đặc biệt là cậu không nghịch bằng hành động mà bằng trí thức của mình. Quỳnh thi đạt cả 3 kỳ thi nhưng chỉ đỗ đến Hương Cống vì chán ghét chốn quan trường thời đó
Một ngày nọ, Quỳnh bỗng gặp một chú nhóc lanh lợi (đứa con nuôi của quan thái y sau này), rất quậy, đang bị chủ nhà đuổi đánh. Từ đó, Quỳnh đặt cho chú bé mồ côi tên là Quỷnh "tai to" và nhận cậu làm tiểu đồng. Sau đó, Quỷnh cũng đã trở nên thông minh như cậu. (Tập 02: Đất nứt con bọ hung).
Tuy nhiên, điều đáng buồn là Quỳnh đã bị Định Nam Vương giết hại. Trong một lần dự yến, Chúa nhường hết thịt cho Quỳnh còn bản thân chỉ ăn toàn rau (thật ra bên trong thịt có thuốc độc nhằm giết Quỳnh). Quỳnh thản nhiên ăn hết thịt do Chúa tiếp (dù bản thân Quỳnh biết trong thịt có độc), dùng tiệc xong về đến nhà thì tắt thở. Gia nhân lúc này làm theo kế hoạch Quỳnh đã chuẩn bị trước: đặt Quỳnh nằm trên võng, mở cuốn sách trên ngực Quỳnh như thể Quỳnh vẫn còn sống và đang nằm võng đọc sách, còn gia nhân vẫn sinh hoạt như bình thường, vờ như không có tang sự. Chúa cử người ra nhà Quỳnh theo dõi sự tình, nhưng lần nào mật thám trở về cũng báo là Quỳnh chưa chết. Lấy làm lạ, Chúa liền xuống nếm thử những món thịt đã cho Quỳnh ăn thì cũng trúng độc chết. Đợi đến khi triều đình thông báo Chúa băng hà, gia đình Quỳnh mới bắt đầu cho phát tang. Sau chuyện này, dân gian có câu "Trạng chết, Chúa cũng băng hà", Khi Quỳnh chết, gia đình và dân làng đều thương tiếc, về phần Quỷnh đã quyết tâm học hành để giúp dân giúp nước giống như cậu Quỳnh đời trước. Cậu thường hay giúp người, trừ bạo, nhưng đôi khi cũng rất nghịch ngợm (nghịch hơn cả Quỳnh).

## Nhân vật
Sau đây là danh sách các nhân vật xuất hiện trong truyện:

### Nhân vật chính

#### Trạng Quỳnh
Đỗ Hương Cống nên người ta thường gọi là Cống Quỳnh. Là nhân vật chính từ tập 1 đến tập 23, nhưng đã chết trước tập 24. Thuở nhỏ thích bày trò trêu chọc mọi người, lớn lên lại thích bày trò phá phách bằng thơ văn. Vẻ ngoài đẹp trai, đạo mạo, thường hay châm biến thói hư tật xấu của quý tộc và quan lại, bênh vực dân lành. Đôi khi khôn lỏi nhưng rất tốt bụng, không tham lam công danh lợi lộc. Quỳnh cưới vợ xứ Nghệ và có cơ duyên nhận nuôi một chú bé mồ côi đặt tên Quỷnh, kết giao bằng hữu cùng thầy Lưu và rất nhiều quý nhân mà sau này họ đã giúp đỡ cho gia đình Quỳnh. Nhân vật này lấy cảm hứng từ Nguyễn Quỳnh.

#### Trạng Quỷnh
Là con nuôi của Trạng Quỳnh. Cậu rất thông minh, tốt bụng nhưng lại ham ăn, đầu có ba chỏm tóc, được cậu Quỳnh đặt biệt danh là Quỷnh " tai to". Cậu chuyên giúp người, trừ diệt bọn cường hào, ác bá , tham lam. Trạng Quỷnh chính thức trở thành nhân vật chính từ tập 25: Trạng chữa bệnh khi Trạng Quỳnh chết. Xuất hiện lần đầu ở tập 02: Đất nứt con bọ hung.

#### Con Mắm
Là cô bé gái xinh xắn chăn vịt cho ông lý trưởng một làng ở Thanh Hóa. Được cậu Quỳnh nhận nuôi, sống chung với Quỷnh và mợ. Về sau theo mọi người vào Đàng Trong. Tính tình hiền lành, lém lỉnh, đôi lúc cũng lẻo mép. Mỗi lần trêu Quỷnh thì lại bị Quỷnh gọi là Mắm Nêm,Mắm Ruốc, Hũ Mắm, Lu Mắm... Xuất hiện lần đầu ở tập 03: Cúng thành hoàng.

#### Mợ Quỳnh (Vợ Quỳnh)
Là vợ Trạng Quỳnh đồng thời là mẹ nuôi của Quỷnh và Mắm. Sau khi Trạng Quỳnh chết, bà về quê ở xứ Nghệ nhưng ở quê, bà mâu thuẫn với cường hào ác bá nên đã quyết định vượt biên cùng chú Lu, thầy Lưu qua sông Gianh để vào Đàng Trong. Bà sống ở kinh đô Phú Xuân với Quỷnh, bà mở một quán bún nem để kiếm sống. Tính tình bà rất hiền lành và thương người nhưng rất nghiêm khắc trong việc dạy con, bà hay đánh roi Quỷnh và Mắm khi cả 2 nghịch quá trớn hay đi chơi xa mà không xin phép. Có ý kiến cho rằng tạo hình của vợ Quỳnh chính là lấy hình tượng của nữ sĩ Đoàn Thị Điểm. Dù vậy, trong nội dung truyện thì vợ Quỳnh không học rộng mà chỉ giống Đoàn Thị Điểm ở tính cách.Xuất hiện lần đầu ở tập 02: Đất nứt con bọ hung

#### Chú Lu
Là một người thân với Quỷnh, trước đây khi còn ở Đàng Ngoài thì làm lính hầu cho phủ Trạng, rất ngưỡng mộ trạng Quỳnh và rất thân với Quỷnh. Tính tình hơi khờ khạo nhưng lại rất tốt bụng và chăm chỉ. Hay bị Quỷnh trêu chọc và nhiều lần bị Quỷnh đưa ra làm bia đỡ đạn cho những lần chọc phá của cu cậu. Khi còn ở Đàng Ngoài, chú Lu có lấy vợ và được bố vợ mua cho một chức quan lớn nhưng do ngốc nghếch nên bị cách chức giáng về làm lính cho quan huyện. Sau này khi vào Đàng Trong làm lính cho quan phủ Thuận An, rồi làm lý trưởng làng Thụy Vân và cưới vợ tên là Kim Cò. Vì là dân nghèo, chú Lu cũng rất thương dân nên thường bị các hương chức khác hoặc các quan to hơn ghen ghét, đố kỵ và luôn tìm cách để hãm hại hoặc sỉ nhục chú Lu. Xuất hiện lần đầu ở tập 05: Ghẹo cô hàng nước

#### Quan thái y Luyến
Là thầy thuốc nghèo sống ở vùng Thanh-Nghệ, rất có tài và y đức. Được Quỷnh cứu khi bị hổ tấn công nhưng chính Quỷnh cũng hại thầy khi đốt thuốc thầy làm cho quan huyện nên thầy đành chạy nạn vào Nam với Quỷnh. Về sau được tiến cử làm thái y trong triều đình Chúa Nguyễn. Xuất hiện lần đầu ở tập 24: Trạng chết Chúa cũng băng hà.

#### Tướng quân Lưu
Là người thầy dạy võ cho Quỷnh, có dự định bỏ trốn vào nam khi Bắc Triều mưu đồ gây chiến với Nam Triều. Quỳnh gửi gắm cu Quỷnh cho ông phụ giúp dạy dỗ Quỷnh. Sau khi Quỳnh chết, ông cùng gia đình Quỷnh bỏ trốn vào Đàng Trong theo phò Chúa Nguyễn, được thăng tiến làm tướng trong thời gian theo hầu Đức Chúa Minh, về sau được thuyên chuyển về Khánh Hòa và cưới vợ. Ông bản lĩnh và rất giỏi võ.
Thầy Hồ Đắc
Quê ở Hương Thủy. Là thầy đồ dạy học của huyện, cũng là người quan trọng chữ nghĩa, đạo đức và định hướng cho Quỷnh. Ở lớp học, thầy cũng chọn Quỷnh làm trưởng lớp. Sau này, do sự áp bức của quan huyện nơi thầy sống, thầy Hồ Đắc đã đứng dậy hô hào nhân dân nổi dậy, nhưng cuộc khởi nghĩa đã bị dập tắt bởi Tướng quân Lưu. Ông bị chúa Thượng kết tội làm phản và lãnh án tử hình. Nhờ có sự giúp đỡ của Quỷnh và ông Lưu, thầy Hồ Đắc được đánh tráo và thoát chết, nhưng ông phải cải trang và bỏ trốn sang Xiêm La (Thái Lan ngày nay).

### Nhân vật phụ

#### Vua Lê Dụ Tông
Chỉ được trọng dụng khi tiếp đón đại sứ nước ngoài. Nhu nhược, yếu thế vì bị chúa Trịnh lấn át quyền hành. Rất sợ vợ bắt gặp nhậu nhẹt, tơ tưởng đến những cung nữ, phi tần khác. Không hẳn là hôn quân, song quyền lực của vua Lê vô dụng với chúa Trịnh. Ông cũng có chút tự tôn dân tộc, đã cho đề 4 chữ "An Nam Quốc Môn" trước cổng thành Thăng Long buộc sứ thần Đại Thanh phải cúi đầu đi qua trong tập 05: Ghẹo cô hàng nước. Nhưng rất vô tâm với đời sống của nhân dân bá tánh, đã từng bị dân chúng chửi xéo bằng niên hiệu Bảo Thái trong tập 15: Đào trường thọ.

#### Chúa Trịnh Căn (Định Nam Vương - Đàng Ngoài)
Tàn độc, thô bạo, thù dai. Rất ưa những lời xu nịnh từ các hoạn quan. Bị Quỳnh chơi xỏ, tự trúng độc mà chết.

#### Thằng Bò
Bạn của Quỷnh lúc còn ở Đàng Ngoài. Đầu có hai búi tóc.Xuất hiện ở tập 165: Được đuổi học

#### Cô Cầm
Người tình trong mộng của cậu cả thằng Bò.

#### Trọc Phú Bẹo
Người giàu nhất làng của mà Quỷnh sống ở Đàng Ngoài. Trọc Phú Bẹo có một đứa con tên là Tẹo. Cả hai cha con đều không biết chữ. Xuất hiện lần đầu ở tập 04: Miệng kẻ sang.

#### Thằng Mõ
Người gõ mõ trong một làng ở Đàng Ngoài nên bị gọi là Thằng Mõ. Sau vô Đàng Trong sinh sống. Xuất hiện ở tập 42: Thằng Mõ và tập 333: Con Thằng Mõ.

#### Thơm
Bạn của Mắm, có một ông cha rất sạch sẽ.

#### Chúa Nguyễn Phúc Chu (Chúa Minh - Đàng Trong)
Là một vị Minh chúa của Đàng Trong. Rất thích vi hành tìm hiểu dân tình, ham vui, mê săn bắn, thương dân và có trách nhiệm. Ngài rất ghét bọn tham quan ô lại hà hiếp bá tánh, trừng phạt thẳng tay những kẻ dám uỷ quyền lộng thế chèn ép dân lành. Ngoài ra chúa còn rất quan tâm chiêu hiền đãi sĩ, cầu lời nói thẳng, nạp lời can gián, bỏ xa hoa, bớt chi phí, nhẹ thuế má lao dịch, bớt hình ngục. Nhân dân Đàng Trong ai nấy đều khấp khởi vui mừng.

#### Chánh cung Hoàng Ngọc Cam (Lệnh Bà)
Chánh phi của Đức Minh vương, ngự trong hậu cung kinh đô Phú Xuân. Bà rất thương Quỷnh, bệnh vực lẽ phải, nhưng cũng hơi thiếu nhạy bén, và ham vui giống hệt chúa Minh. Có lần giận Chúa, bà bỏ đi tu và lấy pháp danh Sư nữ Thích Mộng Thường, tuy đi tu nhưng bà rất “quậy” và ham ăn, được Chúa đón về không lâu sau đó.

#### Quan án
Trước kia sống ở Đàng Ngoài và là bạn cùng lớp với Trạng Quỳnh. Về sau bỏ trốn vào Nam và làm quan án ở Phú Xuân. Phụ trách việc xử án thay cho quan phụ mẫu. Có quyền lực ngầm tương đối lớn, giàu nhưng thương dân, liêm khiết và có trách nhiệm. Xuất hiện lần đầu trong tập 51: Người bạn quý tộc.

#### Phi Long
Con trai đầu lòng của quan án. Thật thà, tính nết ham chơi, tốt bụng. Chơi thân với Quỷnh, nhà giàu nên thường tài trợ tiền cho Quỷnh trong những lần giúp người.  Xuất hiện lần đầu trong tập 51: Người bạn quý tộc.

#### Cha Cố
Là người Tây phương giỏi tiếng Việt, làm cha sứ truyền đạo Thiên Chúa cho nhân dân Đàng Trong. Sống ở một nhà thờ gần làng Thụy Vân. Có rất nhiều vật lạ đem từ phương Tây, như quả bóng bằng da và nhựa, kính mát, nến,... Xuất hiện lần đầu ở tập 79: Đấu trí

#### Con Muối
Là con của quan, thân thiết và có ngoại hình giống y như đúc với Mắm, có giai đoạn làm cho nhà ông phú hộ Đàm chuyên ăn quỵt tiền công người khác. Xuất hiện lần đầu ở tập 45: Con Mắm Con Muối.

#### Kim Cò
Yêu mến sự thật thà chất phác của chú Lu, nên đã cưới chú Lu làm chồng. Cô có đức tính nết na giống hệt như vợ Quỳnh, nhưng cứng cỏi hơn và đôi khi cũng rất đanh đá và thỉnh thoảng cũng đòi hỏi chú Lu. Xuất hiện lần đầu trong tập 136: Chú Lu cưới vợ.

#### Cậu Trọng
Là em ruột của thím Lu - vợ chú Lu, thích xài hoang để lấy tiếng, đã xuất hiện trong tập 213: Xem tiền như rác.

#### Tèo
Là bạn thân với Quỷnh, có cha là một con người ương ngạnh, hay làm trái ý vợ. Cậu có đầu trọc với tóc mọc lưa thưa.

#### Tỏi
Cũng là bạn thân với Quỷnh, bạn với Quỷnh cũng thường xuyên tham gia vào các cuộc phiêu lưu

#### Ấm Bò
Con của ông phú hộ Thủy – một người giàu có trong vùng. Cậu xuất hiện trong tập 191: Thằng Bò mọc đuôi bò.

#### Lính Lúa cổng điện Phú Xuân
Lúa có thân hình khá mập, đi lính và thuộc đội cấm vệ hoàng cung. Khi gác cổng thành, luôn bị Quỷnh qua mặt để trốn vào thành: chặn cổng thì Quỷnh chui lỗ chó, bịt lỗ chó thì Quỷnh leo tường,... Cũng được cử đi gác trường thi và thường phát hiện ra Quỷnh phá phách.
Tiểu Quy
Là một chú tiểu tốt bụng, thích giúp đỡ mọi người và rất thương thầy, xuất hiện trong tập 339: Tiểu Quy
-  Ngoài ra Quỷnh còn một số người bạn khác qua các tập truyện như Còn, Tí, Chao, Rái Cá,...